# Partido de la Unión Nacional
El Partido de la Unidad Nacional (en hebreo: המחנה הממלכתי, HaMahané HaMamlahtí) es una coalición política israelí formada por los partidos Azul y Blanco de Benny Gantz y Nueva Esperanza de Gideon Sa'ar y el exjefe (Ramatcal) de las Fuerzas de Defensa de Israel Gadi Eizenkot.

## Historia
Benny Gantz y Gideon Sa'ar anunciaron una alianza entre sus dos partidos el 10 de julio de 2022 que inicialmente se llamó Azul y Blanco - Nueva Esperanza, y que tenía la intención de concurrir a las elecciones de noviembre de 2022. A  la alianza se unieron el antiguo jefe del estado mayor de las FDI Gadi Eizenkot y el antiguo diputado de Yamina Matan Kahana el 14 de agosto, momento en que pasó a llamarse Partido de la Unidad  Nacional. La diputada de Yamina Shirly Pinto se unió al partido el 22 de agosto.

## Resultados electorales
| Año  | Líder       | Votos        | %               | Resultado | +/- | Gob       |
| ---- | ----------- | ------------ | --------------- | --------- | --- | --------- |
| 2022 | Benny Gantz | 432 376 (#4) | \| \| 9.08 % \| | 12/120    | 2   | Oposición |
|      | 9.08 %      |              |                 |           |     |           |